# المعهد العالي للأعمال بتونس
المعهد العالي للأعمال بتونس (بالإنجليزية: Tunis Business School)‏ هو مؤسسة تعليم جامعي تدرس علوم الاقتصاد باللغة الإنكليزية وتمنح شهادة بكالوريوس إدارة الأعمال (bachelor's degree). ويتبع إدارياً جامعة تونس.
يمكن لحاملي شهادة الباكالوريا اختصاص رياضيّات أو علوم تجريبيّة أو علوم الإعلاميّة أو اقتصاد وتصرّف التّرشّح للدّراسة بالمعهد. يقع المعهد العالي في المروج بولاية بن عروس ويحده كل من بئر القصعة و سوق الجملة. وقد فتح أبوابه يوم 04 أكتوبر 2010 بمدرسة المعلمين العليا إلى أن تقع تهيئة المعهد.
في مرحلة أولى سيقبل حوالي 700 طالب ولاحقا سيرتفع العدد ليبلغ 7500 في الأعوام القادمة.
تبلغ تكاليف إنشاء هذا المعهد 15.4 مليون دينار تونسي. و يمسح قرابة ثلاث هكتارات تضمّ مبنى إداريّا ومطعما جامعيّا ومكتبة.

## التّأسيس
تمّ تأسيس المعهد رسميّا يوم 25 أكتوبر 2010 (بمقتضى المرسوم عدد 2755 بتاريخ 25 أكتوبر 2011)، و هو أوّل مؤسّسة عامّة للأعمال بتونس تعتمد الإنكليزيّة للتّدريس وتتّبع المنهج الأمريكي في التّعليم العالي.

## الاختصاصات
توجد بالمعهد العديد من الاختصاصات:
- مالية
- تسويق
- تحليل الأعمال
- محاسبة
- تكنولوجيا المعلومات[2]

## وصلات خارجية
- الموقع الرسمي للمعهد العالي للأعمال بتونس